# Milka Manewa
Milka Manewa (bulgarisch Милка Манева; * 7. Juni 1985 in Smoljan) ist eine bulgarische Gewichtheberin.

## Karriere
Sie gewann bei den Europameisterschaften 2008 die Bronzemedaille in der Klasse bis 63 kg. Kurz vor den Olympischen Spielen 2008 wurde sie bei einer Dopingkontrolle positiv auf Metandienon getestet und für vier Jahre gesperrt. Nach ihrer Sperre nahm sie an den Olympischen Spielen 2012 teil und erreichte den zweiten Platz, aber nur aufgrund einiger Dopingfälle von Sportlerinnen, die vor ihr platziert waren. 2013 wurde sie Europameisterin und 2014 Vize-Europameisterin. 2015 wurde sie allerdings bei einer Trainingskontrolle kurz vor den Europameisterschaften wie auch zehn weitere Mitglieder der bulgarischen Nationalmannschaft positiv auf Stanozolol getestet und für 18 Monate gesperrt.